# Don Eigler
Donald Mark Eigler, plus connu sous le diminutif Don Eigler, est un chercheur américain né le 23 mars 1953 à Los Angeles. Il travaille dans le domaine des nanotechnologies et sa notoriété a débuté avec ses résultats par microscopie à effet tunnel pour la société IBM dans les années 90. L'image emblématique de ce travail est le logo de la société IBM qu'il a "écrit" avec des atomes de xénon sur une surface monocristalline de nickel grâce à son microscope à effet tunnel.

## Etudes et carrière scientifique
Donald M. Eigler a fait ses études universitaires jusqu'au doctorat à l'Université de Californie à San Diego.

En 1984, il soutient sa thèse de doctorat en physique de la matière condensée, thèse intitulée "Measurement of the Conduction Electron Spin Scattering Cross Sections of Argon, Krypton, and Xenon on Lithium".

Il a ensuite poursuivi sa carrière scientifique par un contrat post-doctoral aux laboratoires Bell avant de rejoindre le centre de recherche d'IBM à San Jose, en Californie, en 1986.
Il restera au centre de recherche IBM à Almaden jusqu'en 2011.
Depuis cette date, son activité consiste essentiellement à participer comme orateur à des conférences. Par dérision et pour disposer d'un "titre officiel" lors des invitations à des conférences, il a créé son propre "Institut Wetnose des Hautes Etudes Pélagiques" qu'il dirige.

## Recherches
Comme précédemment évoqué, sa notoriété scientifique commence, dans son laboratoire de la société IBM, autour de l'utilisation d'un microscope à effet tunnel (STM pour Scanning tunneling microscope) qu'il a lui-même construit et qu'il a équipé d'un système de refroidissement permettant d'atteindre la température de l'hélium liquide soit 4,2K. Le microscope à effet tunnel est un outil d'imagerie permettant d'atteindre une résolution atomique. À ces très basses températures, Don Eigler a pu montrer qu'il était possible de déplacer un atome adsorbé sur une surface cristalline parfaite avec la pointe du STM. Ce résultat marquant est publié et fait la couverture du très prestigieux journal scientifique "Nature" en avril 1990.

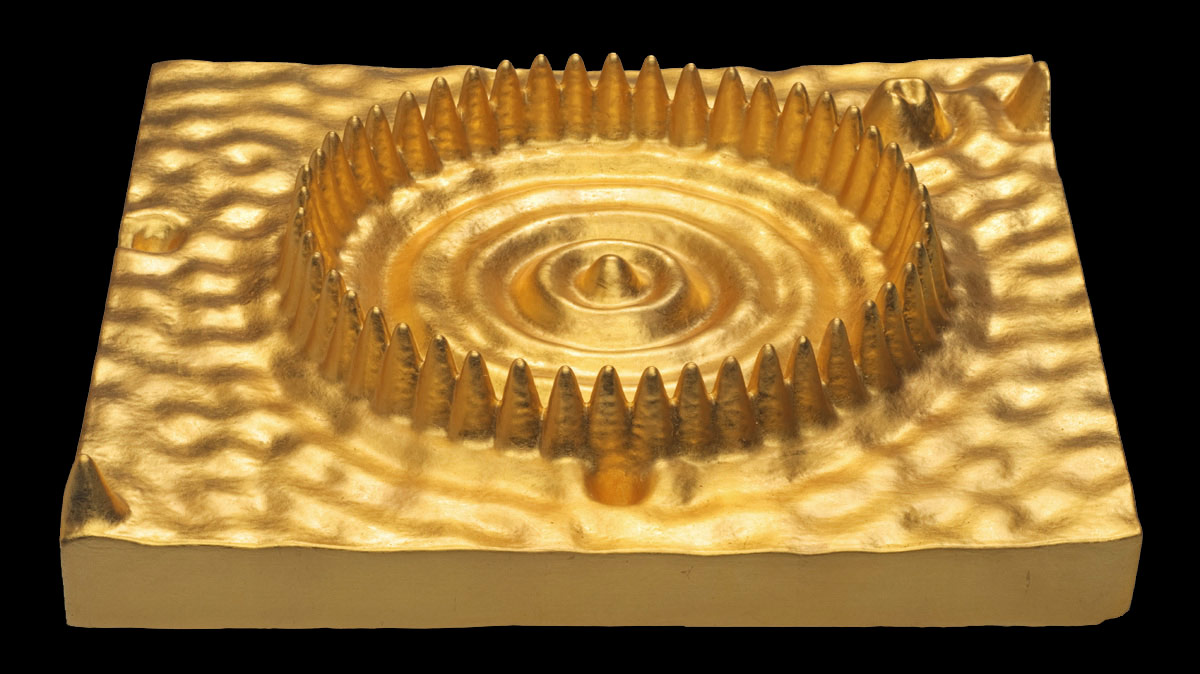
Corral quantique

Peu après cette publication majeure pour le domaine des nanotechnologies, Don Eigler associé avec Christopher Lutz et Michael Crommie publient dans "Science" un autre résultat marquant: la nanofabrication d'un corral quantique avec son STM. Sur une surface de cuivre, les chercheurs d'IBM ont regroupé des atomes de fer à l'aide de la pointe de leur microscope. Les atomes de fer sont réunis de façon à former un corral. Les électrons des atomes de fer sont alors piégés dans cette "enceinte de confinement" ce qui permet l'établissement d'une onde stationnaire dans le piège quantique. L'image du phénomène purement quantique est particulièrement impressionnante (couverture du même numéro de Science).

Dans la suite de ses recherches, il utilisera les propriétés de ces corrals d'atomes pour mettre en évidence le phénomène de "mirage" quantique en plaçant au foyer de l'ellipse de confinement, un atome de cobalt.

En 2002, grâce à la manipulation de molécules de CO qu'ils disposent sous la forme d'une "cascade moléculaire", Don Eigler et son équipe réalisent un nano circuit logique (réalisation de portes logiques).